# عبر حسن (طور الباحة)

تعديل مصدري - تعديل

عبر حسن هي إحدى قرى عزلة طور الباحة بمديرية طور الباحة التابعة لمحافظة لحج، بلغ تعداد سكانها 68 نسمة حسب تعداد اليمن لعام 2004.